# Општина Каранд (Арад)
Каранд (рум. Cărand) општина је у Румунији у округу Арад.
Oпштина се налази на надморској висини од 147 m.